# Fontaine Ennéacrounos
La fontaine Ennéacrounos (ou Enneakrounos, « aux neuf bouches ») est une fontaine monumentale de l'agora d'Athènes, datant de la fin du VIe siècle av. J.-C., construite sous le règne de Pisistrate, appelée antérieurement source Callirrhoé. Elle est peut-être identifiable à la maison de la fontaine sud-est mise au jour à l'est du portique sud de l'agora.

## Localisation

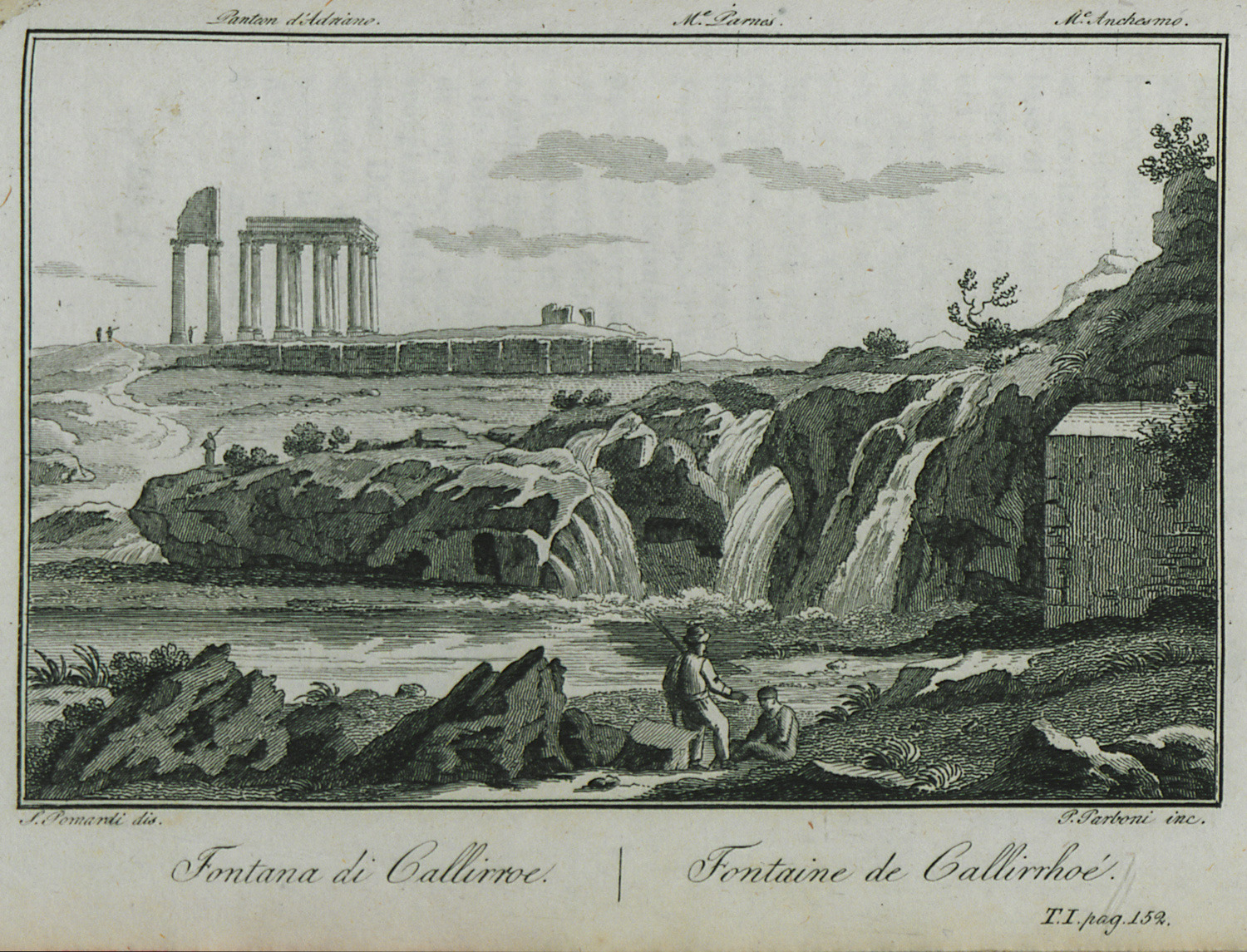
Représentation du début du XIXe siècle, selon la localisation traditionnelle près du temple de Zeus Olympien et de l'Ilissós

L'identification de sa localisation est l'un des problèmes les plus débattus de la topographie athénienne. 
Hérodote mentionne l'Ennéacrounos dans un passage relatif à l'installation des Pélasges sur les pentes du mont Hymette et à leur expulsion d'Attique par les Athéniens pour les mauvais traitements subis par ce peuple envers leurs femmes dans une histoire qui, en plus d'être anachronique, manque d'historicité. Thucydide la place dans la vallée du fleuve Ilissós et l'appelle la source Callirrhoé. Il a été suggéré qu'il s'agissait peut-être d'une citerne à neuf fontaines, plutôt que d'une fontaine à neuf tuyaux. La tradition a localisé cette source, anciennement appelée Callirrhoé, et qui a reçu le nom d'Ennéacrounos du fait qu'elle avait été canalisée à l'époque des Pisistratides, au sud-est de l'Acropole et du temple de Zeus Olympien, près de l'Ilissós. Hérodote, comme il a été dit plus haut, la place dans cette zone, en dehors de la ville et en direction de l'Hymette. Pausanias, quant à lui, la place au nord de l'Acropole, à l'angle sud-est de l'Agora, près de l'Odéon d'Agrippa et de l'Eleusinion, dans un endroit où les archéologues ont trouvé des restes d'une source du VIe siècle av. J.-C. Lorsqu'il décrit la région de l'Ilissós, il ne mentionne ni l'Ennéacrounos ni aucune autre source, ce qui complique évidemment le problème. En raison de cette contradiction importante, de nombreuses hypothèses et diverses tentatives de localisation archéologique ont eu lieu. Les chercheurs, sans arguments décisifs, se sont décidés dans un sens ou dans l'autre.
L'archéologue Wilhelm Dörpfeld a trouvé un grand gisement lors de l'excavation à l'ouest de l'Acropole, entre l'Aréopage et la Pnyx. Plaçant la source Callirrhoé à côté de la Pnyx, il soutient la théorie d'une canalisation, travail des Pisistratides, qui se rapportait à la source de l'Illisos.
Suivant une interprétation différente du terme Ennéacrounos, qui ne serait pas la source des neuf tuyaux, mais la canalisation des neuf sources, dans un système qui, à partir de la source Callirrhoé, s'étendrait à diverses parties de la ville, une tentative a a été faite pour harmoniser les deux témoignages contradictoires,,.
Les arguments de la thèse de Thucydide sur un ancien prolongement de la ville « au sud » et sur l'emplacement de la fontaine de Callirrhoé au sud-est de l'Acropole pèseront probablement plus lourd. Thucydide connaissait bien l'endroit et il est possible que Pausanias en ait été mal informé et qu'en son temps l'ancienne source remaniée par les Pisistratides n'ait pas été utilisée. D'autres, cependant, la placent à l'emplacement donné par Pausanias, au sud-est du Agora[réf. incomplète],.

## Description de la fontaine de l'Agora
Les vestiges découverts au sud-est de l'Agora ont été identifiés comme ceux d'une fontaine ancienne. L'identification est basée sur un tuyau en terre cuite, qui conduit l'eau à l'arrière du bâtiment par l'est, et sur les déversoirs pour évacuer l'eau des deux chambres latérales. Le hall central s'ouvre au nord sur une façade à trois colonnes. La fontaine est l'un des plus anciens bâtiments publics de l'Agora. Elle a été datée d'environ 530-520 avant notre ère pour les céramiques trouvées dans le sol et pour l'utilisation de maçonnerie polygonale en calcaire, avec une utilisation de pinces en Z pour joindre les blocs,.

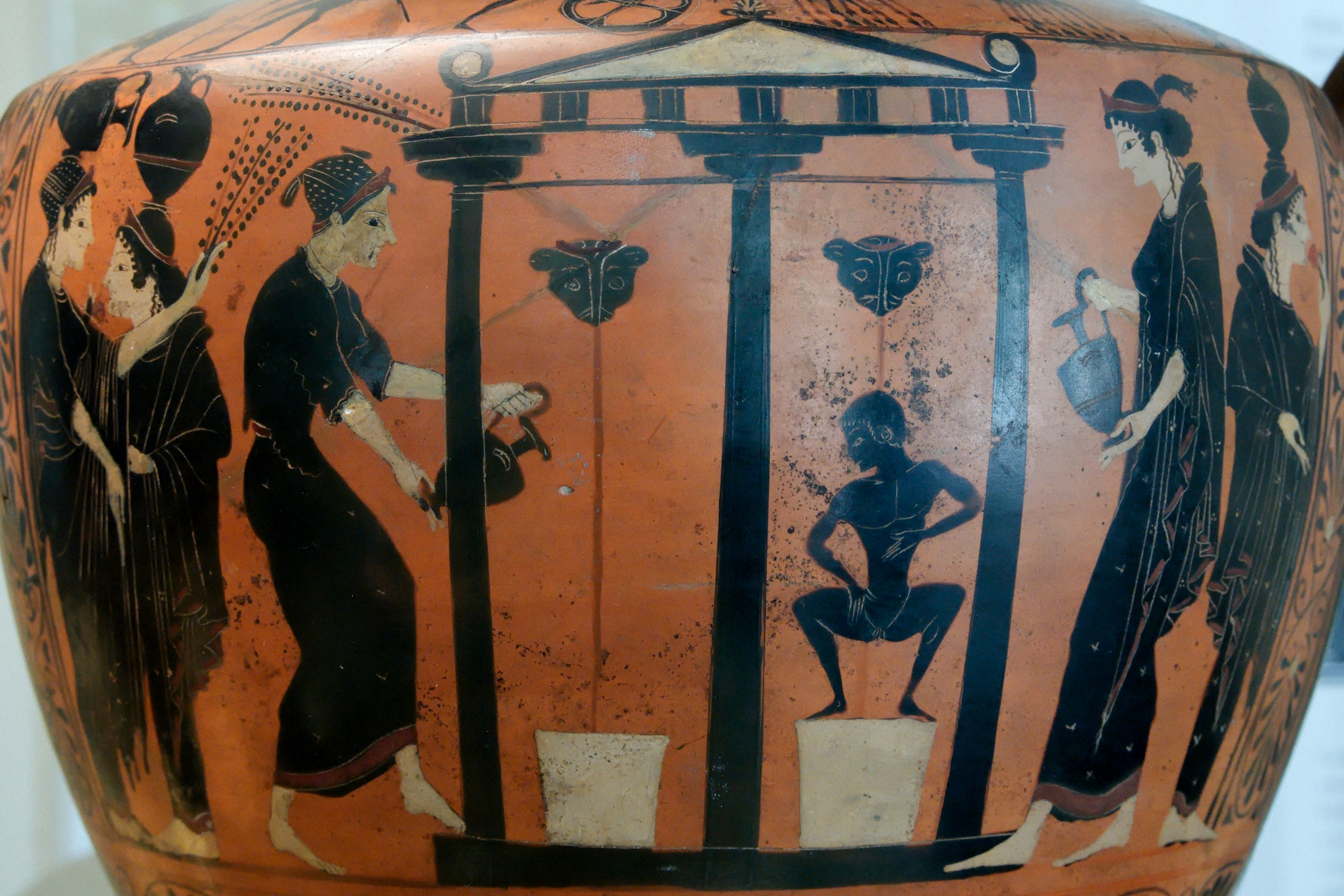
Représentation probable de la fontaine Ennéacrounos, sur un vase à figures noires